# Ecuación diofántica

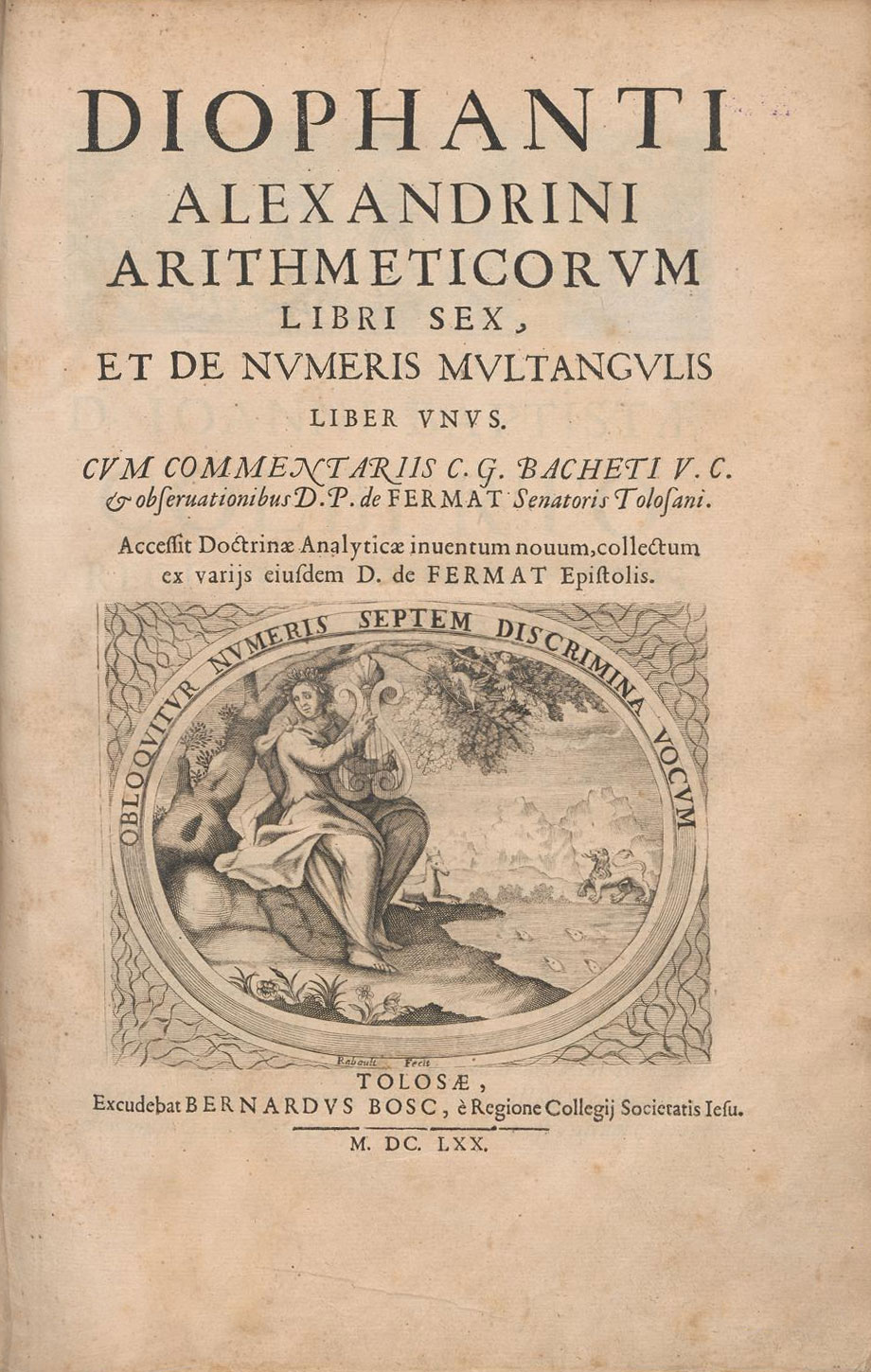
Edición de 1670 de la Aritmética de Diofanto.

Se llama ecuación diofántica o ecuación diofantina a cualquier ecuación algebraica, de dos o más incógnitas, cuyos coeficientes recorren el conjunto de los números enteros, de las que se buscan soluciones enteras o naturales, esto es, que pertenezcan al conjunto de los números enteros. Un tipo particular de dichas ecuaciones son las ecuaciones diofánticas lineales con dos incógnitas, las cuales tienen la forma {\displaystyle ax+by=c}.
Una condición necesaria y suficiente para que {\displaystyle ax+by=c\,} con {\displaystyle a,b,c\,} perteneciente a los enteros, tenga solución, es que el máximo común divisor de {\displaystyle a\,} y {\displaystyle b\,} divida a {\displaystyle c}.
La palabra Diofantino hace referencia al matemático helenístico del siglo III, Diofanto de Alejandría, que realizó un estudio de tales ecuaciones y fue uno de los primeros matemáticos en introducir el simbolismo en el álgebra. El estudio matemático de los problemas diofánticos que inició Diofanto se denomina actualmente análisis diofántico'.

## Ejemplos
Un ejemplo de ecuación diofántica es: {\displaystyle x+y=5\,}.
Esta ecuación tiene infinitas soluciones en los números reales. Como regla general, sin embargo, las ecuaciones que aparecen en los problemas tienen restricciones que nos ayudan a limitarnos a un pequeño número de casos e incluso a una única solución.
Por ejemplo, en nuestra ecuación, si restringimos los posibles valores de {\displaystyle x} e {\displaystyle y} a los enteros positivos, tenemos 4 soluciones para {\displaystyle (x,y)}: {\displaystyle (1,4)\lor (2,3)\lor (3,2)\lor (4,1)}.
Un problema matemático muy famoso que se resuelve por medio de ecuaciones diofánticas es el del mono y los cocos.
En las ecuaciones diofánticas siguientes, {\displaystyle w,x,y}, y {\displaystyle z} son las incógnitas y las otras letras son constantes conocidas:
| Forma de la ecuación                                                        | Comentarios |
| --------------------------------------------------------------------------- | --- |
| {\displaystyle ax+by=c}                                                     | Esta es la ecuación diofantina lineal o identidad de Bézout. |
| {\displaystyle w^{3}+x^{3}=y^{3}+z^{3}}                                     | La solución notrivial más pequeña en el conjunto de los números enteros positivos es 123 + 13 = 93 + 103 = 1729. Fue enunciada como una propiedad evidente en 1729, un Número taxicab (también denominado Número de Hardy-Ramanujan) por Ramanujan a Hardy durante una reunión en 1917. Existe un número infinito de soluciones notriviales. |
| {\displaystyle x^{n}+y^{n}=z^{n}}                                           | Para n = 2 hay infinitas soluciones (x, y, z): la terna pitagórica. Para valores enteros mayores de n, El último teorema de Fermat (afirmado inicialmente en 1637 por Fermat y demostrado por Andrew Wiles en 1995) afirma que no hay soluciones enteras positivas (x, y, z).                                                                |
| {\displaystyle x^{2}-ny^{2}=\pm 1}                                          | Esta es la ecuación de Pell, que recibe su nombre del matemático inglés John Pell. Fue estudiada por Brahmagupta en el siglo VII, así como por Fermat en el siglo XVII. |
| {\displaystyle {\frac {4}{n}}={\frac {1}{x}}+{\frac {1}{y}}+{\frac {1}{z}}} | La conjetura de Erdos-Straus afirma que, para cada entero positivo n ≥ 2, existe una solución en x, y, y z, todos como enteros positivos. Aunque no suele enunciarse en forma polinómica, este ejemplo es equivalente a la ecuación polinómica {\displaystyle 4xyz=yzn+xzn+xyn=n(yz+xz+xy).}                                                 |
| {\displaystyle x^{4}+y^{4}+z^{4}=w^{4}}                                     | Conjeturado incorrectamente por Euler de que no posee soluciones no triviales. Elkies demostró que posee un número infinito de soluciones no triviales, y una búsqueda mediante ordenador realizada por Frye determinó la solución no trivial más pequeña, 958004 + 2175194 + 4145604 = 4224814.                                             |

## Ecuación diofántica lineal
La ecuación diofántica {\displaystyle Ax+By=C\,} o identidad de Bézout tiene solución si y solo si {\displaystyle d=\mathrm {mcd} (A,B)} (máximo común divisor) es un divisor de C. En ese caso la ecuación tiene una infinidad de soluciones.
Similarmente la ecuación {\displaystyle a_{1}x_{1}+a_{2}x_{2}+\dots +a_{n}x_{n}=C} tiene solución si y solo si {\displaystyle d=\mathrm {mcd} (a_{1},a_{2},\dots ,a_{n})} es un divisor de {\displaystyle C}.

### Solución general
Supongamos la ecuación diofántica {\displaystyle Ax+By=C}. Solo tiene solución si {\displaystyle \mathrm {mcd} (A,B)=d|C\,}. Para buscar {\displaystyle \mathrm {mcd} (A,B)} empleamos el algoritmo de Euclides. Si una ecuación diofántica tiene solución, necesariamente tiene infinitas soluciones y todas son de la forma:

{\displaystyle {\begin{cases}x=x_{1}+\lambda {\cfrac {B}{d}}\\y=y_{1}-\lambda {\cfrac {A}{d}}\end{cases}}}

Donde {\displaystyle d=\mathrm {mcd} (A,B)}, {\displaystyle \lambda \in \mathbb {Z} } y {\displaystyle x_{1}} e {\displaystyle y_{1}} son una solución particular de la ecuación.
Esta solución para números enteros contrasta con la solución de la misma ecuación cuando se considera que {\displaystyle A,B,C,x,y} son números reales, que está formada por infinitas soluciones de la forma: {\displaystyle y={\frac {C-Ax}{B}}} (suponiendo {\displaystyle B\neq 0}).

### Solución particular
Para encontrar una solución particular usamos la identidad de Bézout junto al algoritmo de Euclides. Esto nos da {\displaystyle x_{1}\,} e {\displaystyle y_{1}\,}. Veamos el ejemplo:
Tenemos la ecuación diofántica {\displaystyle 6x+10y=104}
1. Buscamos el d = mcd(6, 10). A través del algoritmo de Euclides encontramos que {\displaystyle d=2}.
2. Como {\displaystyle d|C} (donde "{\displaystyle |}" significa "divide a"), es decir, {\displaystyle 2|104}, calculamos una solución particular mediante la Identidad de Bézout: {\displaystyle x_{1}=2} e {\displaystyle y_{1}=-1}. La ecuación quedaría así: {\displaystyle 6\cdot 2+10\cdot (-1)=2}.
3. Ahora tenemos una solución para la ecuación {\displaystyle 6x+10y=2}. Con {\displaystyle x_{1}=2} e {\displaystyle y_{1}=-1}. Si multiplicamos cada parte de la ecuación por {\displaystyle {\frac {C}{d}}={\frac {104}{2}}=52}, tendremos la solución particular de nuestra ecuación original {\displaystyle 6x+10y=104}. La ecuación quedaría así: {\displaystyle 6\cdot 2\cdot 52+10\cdot (-1)\cdot 52=104}.
4. Con lo que hemos visto arriba, buscamos la solución general:

{\displaystyle \left\{{\begin{array}{rccl}x&=&(2\cdot 52)&+\lambda \cdot {\frac {10}{2}}\\y&=&(-1\cdot 52)&-\lambda \cdot {\frac {6}{2}}\end{array}}\right.\forall \lambda \in \mathbb {Z} }

### Solución por aritmética modular
Supongamos la siguiente ecuación diofántica: {\displaystyle 3x+7y=1}
1. Convertimos la ecuación en congruencia, entonces quedaría:
{\displaystyle 3x\equiv 1{\pmod {7}}}
2. Le sumamos o restamos el módulo al residuo, en este caso {\displaystyle 1}; de manera que el residuo pueda ser divisible entre {\displaystyle 3x}:
{\displaystyle 3x\equiv 15{\pmod {7}}}
En este caso le sumamos 2•7.
3. Ya que ahora sí se puede dividir, hacemos lo siguiente:
{\displaystyle 3x\div 3\equiv 15\div 3{\pmod {7}}}
4. Ahora convertimos la congruencia en ecuación:
{\displaystyle x=7n+5,n\in \mathbb {Z} \therefore x=5}
{\displaystyle x} siempre será igual al residuo (en este ejemplo: +5), debido a que es el menor valor posible de {\displaystyle x}
Ya que sabemos que {\displaystyle x=5}, podemos encontrar el valor de {\displaystyle y} resolviendo la ecuación lineal restante:
{\displaystyle 3(5)+7y=1}
{\displaystyle 7y\div 7=-14\div 7}
Entonces tenemos que {\displaystyle y=-2}. Podemos verificar que los valores sí cumplen la ecuación:
{\displaystyle 3(5)+7(-2)=1}
{\displaystyle 15-14=1}
{\displaystyle 1=1}

## Ecuación no lineal con dos incógnitas
La ecuación  {\displaystyle x^{2}-y^{2}=a}
que se puede escribir como {\displaystyle (x+y).(x-y)=a}. Llamando a {\displaystyle x+y=m}; {\displaystyle x-y=n} la ecuación se expresa como {\displaystyle m\cdot n=a}.
Sabemos que {\displaystyle m} y {\displaystyle n} tienen la misma paridad. Al resolver el sistema se obtiene que:
{\displaystyle x+y=m}   ⇒      {\displaystyle x={m+n \over 2}}
{\displaystyle x-y=n}     ⇒     {\displaystyle y={m-n \over 2}}

## Ecuación pitagórica
Se llama ecuación pitagórica a la ecuación {\displaystyle x^{2}+y^{2}=z^{2}\,} con {\displaystyle x,y,z\in \mathbb {Z} }. Cualquier terna (x, y, z) solución de la ecuación anterior se conoce como terna pitagórica. Además si {\displaystyle (x,y,z)} es una terna pitagórica solución de la ecuación pitagórica también lo serán:
1. La terna alternando {\displaystyle x} e {\displaystyle y}: {\displaystyle (y,x,z)}.
2. Una terna múltiplo {\displaystyle (ky,kx,kz)}.
3. Una terna con algún signo cambiado {\displaystyle (-x,y,z)}, {\displaystyle (x,-y,z)} o {\displaystyle (y,x,-z)}.
4. Cualquier otra terna obtenida mediante una combinación de los procedimientos anteriores.

Se dice que una terna es primitiva, si el máximo común divisor de {\displaystyle x}, {\displaystyle y}, {\displaystyle z} es la unidad, es decir, {\displaystyle {\mbox{mcd}}(x,y,z)=1}. En toda terna primitiva al menos uno de los números {\displaystyle x} o {\displaystyle y} es par y {\displaystyle z} es impar. Puede verse que en esas condiciones todas las ternas primitivas que son soluciones de la ecuación pitagórica son de la forma:

{\displaystyle {\begin{cases}x=u^{2}-v^{2}\qquad y=2uv\qquad z=u^{2}+v^{2}\\u,v\in \mathbb {N} \;\land \;u\neq v\ ({\mbox{mod}}\ 2)\;\land \;{\mbox{mcd}}(u,v)=1\end{cases}}}

### Aporte de Platón
A Platón se le debe un aporte sobre el caso cuando él formula como los lados de un triángulo rectángulo, en números enteros {\displaystyle 2n,n^{2}-1,n^{2}+1}, sin duda alguna tuvo influencia en el desarrollo matemático general.

### Ternas pitagóricas
Cuando los números enteros positivos {\displaystyle u}, {\displaystyle v}, {\displaystyle w} representan las longitudes de los lados de un triángulo rectángulo, la terna (u, v, w) se dice que es una terna pitagórica. Por ejemplo {\displaystyle (3,4,5)}, {\displaystyle (7,24,25)} y {\displaystyle (9,40,41)} son ternas pitagóricas.

## Ecuación diofántica cúbica
La ecuación {\displaystyle x^{3}+y^{3}=1729} fue resuelta automáticamente por Ramanujan, quien dio como soluciones -contemplando las cifras que aparecían en la placa de un automóvil- los pares ordenados (1,12), (12,1) (10,9) (9,10).

## El décimo problema de Hilbert
En 1900, David Hilbert propuso una famosa lista de problemas cuya solución se considera que concedería grandes aportaciones a las matemáticas. Uno de ellos, el décimo problema concretamente, se refería a la solubilidad general de las ecuaciones diofánticas que, a principios de siglo, era un problema abierto. El problema fue resuelto finalmente en 1970, cuando un resultado novedoso en lógica matemática conocido como teorema de Matiyasevich contestaba negativamente al problema de Hilbert: no existe un procedimiento general que permita establecer cuantas soluciones tiene una ecuación diofántica.

## Análisis diofantino

### Preguntas típicas
Las preguntas que se hacen en el análisis diofantino incluyen:
1. ¿Existen soluciones?
2. ¿Existen soluciones más allá de algunas que se encuentran fácilmente mediante inspección?
3. ¿Hay soluciones finitas o infinitas?
4. ¿Se pueden encontrar todas las soluciones en teoría?
5. ¿Se puede calcular en la práctica una lista completa de soluciones?

Estos problemas tradicionales a menudo quedaron sin resolver durante siglos, y los matemáticos llegaron gradualmente a comprender su profundidad (en algunos casos), en lugar de tratarlos como rompecabezas.

### Problema típico
La información dada es que la edad de un padre es 1 menos que el doble de la de su hijo, y que los dígitos AB que componen la edad del padre están invertidos en la edad del hijo (es decir, BA). Esto conduce a la ecuación 10A + B = 2(10B + A) - 1, por lo tanto 19B - 8A = 1. La inspección da el resultado A = 7, B = 3, y por lo tanto AB es igual a 73 años y BA es igual a 37 años. Se puede demostrar fácilmente que no hay ninguna otra solución con A y B enteros positivos menores que 10.
Muchos rompecabezas bien conocidos en el campo de las matemáticas recreativas conducen a ecuaciones diofánticas.  Algunos ejemplos son el problema de la bala de cañón, el problema del ganado de Arquímedes y el mono y los cocos.

### SiglosXVIIyXVIII
En 1637, Pierre de Fermat garabateó en el margen de su ejemplar de Arithmetica: «Es imposible separar un cubo en dos cubos, o una cuarta potencia en dos cuartas potencias, o en general, cualquier potencia superior a la segunda, dividida en dos potencias iguales.» Dicho en un lenguaje más moderno, «La ecuación {{math|1=“”an“” + bn = cn} } no tiene soluciones para ningún n mayor que 2.» A continuación escribió: «He descubierto una prueba verdaderamente maravillosa de esta proposición, que este margen es demasiado estrecho para contener». Sin embargo, tal demostración eludió a los matemáticos durante siglos y, como tal, su declaración se hizo famosa como El último teorema de Fermat. No fue hasta 1995 que fue demostrado por el matemático británico Andrew Wiles.
En 1657, Fermat intentó resolver la ecuación diofántica 61x2 + 1 = y2 (resuelto por Brahmagupta más de 1000 años antes). La ecuación fue finalmente resuelta por Euler a principios del siglo XVIII, quien también resolvió otras ecuaciones diofánticas. La solución más pequeña de esta ecuación en números enteros positivos es x = 226153980, y = 1766319049 (ver Chakravala método).

### Décimo problema de Hilbert
En 1900, David Hilbert propuso la solubilidad de todas las ecuaciones diofánticas como el décimo de sus problemas fundamentales. En 1970, Yuri Matiyasevich lo resolvió negativamente, basándose en el trabajo de Julia Robinson, [[Martin Davis (matemático)] Martin Davis]] y Hilary Putnam para demostrar que un general algoritmo para resolver todas las ecuaciones diofánticas no puede existir.

### Geometría diofantina
La geometría diofantina, es la aplicación de técnicas de la geometría algebraica que considera ecuaciones que también tienen un significado geométrico. La idea central de la geometría diofantina es la de un punto racional, a saber, una solución de una ecuación polinómica o de un sistema de ecuaciones polinómicas, que es un vector en un campo prescrito. K, cuando K es no algebraicamente cerrado.

### Investigación moderna
El método general más antiguo para resolver una ecuación diofantina — para demostrar que no hay solución — es el método del descenso infinito, que fue introducido por Pierre de Fermat. Otro método general es el principio de Hasse que utiliza la aritmética modular módulo de todos los números primos para encontrar las soluciones. A pesar de muchas mejoras estos métodos no pueden resolver la mayoría de las ecuaciones diofantinas.
La dificultad de resolver ecuaciones diofánticas queda ilustrada por el décimo problema de Hilbert, planteado en 1900 por David Hilbert; se trataba de encontrar un algoritmo para determinar si una ecuación diofántica polinómica dada con coeficientes enteros tiene una solución entera. El teorema de Matiyasevich implica que tal algoritmo no puede existir.
Durante el siglo XX, se ha explorado a fondo un nuevo enfoque, consistente en utilizar la geometría algebraica. De hecho, una ecuación diofántica puede verse como la ecuación de una hipersuperficie, y las soluciones de la ecuación son los puntos de la hipersuperficie que tienen coordenadas enteras.
Este enfoque condujo finalmente a la demostración de Andrew Wiles en 1994 del último teorema de Fermat, enunciado sin pruebas alrededor de 1637. Esta es otra ilustración de la dificultad de resolver ecuaciones diofánticas.

### Ecuaciones diofantinas infinitas
Un ejemplo de ecuación diofantina infinita es:
{\displaystyle n=a^{2}+2b^{2}+3c^{2}+4d^{2}+5e^{2}+\cdots ,}
que se puede expresar como «¿De cuántas maneras se puede escribir un número entero dado n como la suma de un cuadrado más dos veces un cuadrado más tres veces un cuadrado y así sucesivamente?». El número de maneras en que esto puede hacerse para cada n forma una secuencia entera. Las ecuaciones diofantinas infinitas están relacionadas con las funciones theta y los entramados de dimensión infinita. Esta ecuación siempre tiene solución para cualquier n positivo. Compárese con:
{\displaystyle n=a^{2}+4b^{2}+9c^{2}+16d^{2}+25e^{2}+\cdots ,}
que no siempre tiene solución para n positivo.